# شهرستان کامیشلینسکی
شهرستان کامیشلینسکی (به لاتین: Kamyshlinsky District) یک شهرستان در روسیه است که در استان سامارا واقع شده‌است.